# Ishcucuanan
Ishcucuanan es una localidad peruana ubicada en el distrito de Gorgor, perteneciente a la provincia de Cajatambo del departamento de Lima, al centro oeste del Perú. 

## Ubicación
Ishcucuanan se ubica al sureste de la provincia de Cajatambo, en el distrito de Gorgor, en el departamento de Lima.

## Demografía
En 2017 Ishcucuanan tenía una población de 1 habitantes y 4 viviendas.